# Melanie Serrano Pérez
Melanie Serrano Pérez, esportivament coneguda com a Melanie (Sevilla, 12 d'octubre del 1989) és una jugadora de futbol internacional espanyola. Juga com a defensa lateral esquerra o interior. Va militar al FC Barcelona de la Primera Divisió femenina de futbol d'Espanya, sent l'única futbolista que va arribar a la 18a temporada amb el Futbol Club Barcelona i la que ha jugat més partits de la secció de futbol femení. El 2022 va anunciar la seva retirada i va passar a entrenar a l'Infantil D femení. També va jugar la Queens League. El 2024 ha tornat a la Primera Divisió en fitxar pel Levante Las Planas.

## Trajectòria

### Futbol formatiu
Nascuda a Sevilla, va començar a jugar a futbol a les categories inferiors d'equips masculins de la província, com el CD Cantely i el Dos Hermanas. Amb catorze anys es va traslladar juntament amb la seva família a Blanes, jugant durant un temps al club local abans d'ingressar al FC Barcelona.

### Futbol Club Barcelona

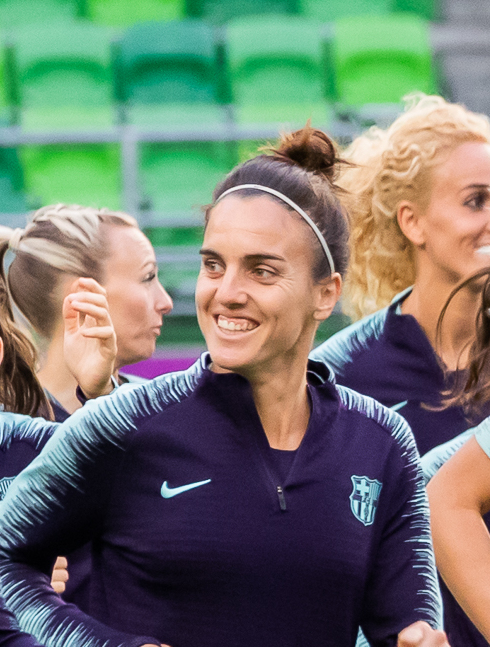
Melanie Serrano el 2019.

Va debutar en el primer equip del Barcelona el 2004 en un derbi al Miniestadi.
Durant la seva presència en el club blaugrana va viure el descens a Segona Divisió de la temporada 2006/07, i el posterior ascens i inici de l'època daurada del club, conquerint sis lligues, 4 consecutives, set Copes de la Reina i la Lliga de Campions 2020-2021, la primera de la secció. És la jugadora amb més partits amb el Barça. Va ser una de les tres capitanes del Barça la temporada 2016-2017.
El juny de 2021 l'ajuntament de Blanes va lliurar-li en nom de la ciutat un dels màxims guardons que concedeix el consistori blanenc: una reproducció en pedra de l'escut oficial de l'Ajuntament de Blanes. El mateix mes va renovar per una nova temporada, superant el récord de disset temporades en el primer equip que compartia amb Rexach, Xavi i Messi.
La temporada 2021-22 va aconseguir arribar als 500 partits amb el Barça, sent la primera jugador a fer-ho i a 400 partits disputats amb l'equip a Primera Divisió.
El 13 de maig de 2022 va anunciar la seva retirada, envoltada de tota la plantilla i el president Joan Laporta, i acompanyada per la seva família, incloent-hi la seva dona i les seves bessones, nascudes el 17 de febrer. Va anunciar també que continuaria vinculada en un nou projecte. Quan va saltar al camp al darrer partit de lliga davant l'Atlético de Madrid dos dies més tard, l'últim de la temporada en disputar-se a l'Estadi Johan Cruyff, les jugadores dels dos equips li van fer un passadís en homenatge.

### Queens League
Va tornar a jugar a futbol en la temporada inaugural de la Queens League on va fitxar pel Porcinas FC. Posteriorment va jugar en el XBuyer Team.

### Levante Las Planas
El 9 de febrer de 2024 es va anunciar el seu retorn a la Primera Divisió en fitxar pel Levante Las Planas.

## Internacional

### Sub-19
Va ser internacional amb la selecció espanyola sub-19, jugant l'Europeu sub-19 el 2007.

### Absoluta
Va debutar amb la selecció espanyola el 29 d'octubre de 2009 contra Àustria, en partit classificatori pel Mundial Femení de 2015. Va formar part del conjunt espanyol que va participar en aquesta cita, encara que no va jugar cap partit.

### Participacions en Copes del Món
| Mundial                | Seu    | Resultat     |
| ---------------------- | ------ | ------------ |
| Mundial Femení de 2015 | Canadà | Primera fase |

## Entrenadora
Acabada la seva carrera com futbolista continua vinculada al Barça com entrenadora. La temporada següent a la seva retirada es va anunciar que seria la segona entrenadora de l'Infantil D femení, una nova categoria al futbol base femení del club, que jugaria a la Segona Catalana Infantil Masculina.
Prèviament a incorporar-se al seu càrrec sota la direcció de Marc Almirall, va fer tasques de comentarista tècnica a les retransmissions de TVE de l'Eurocopa Femenina de Futbol 2022.
Amb l'infantil D va guanyar la seva lliga a la seva primera temporada, després de la qual va desvincular-se del Barcelona.

## Vida personal
El 5 de setembre de 2021 va anunciar la seva propera maternitat per partida doble amb la seva parella, Lara Salmerón. Les seves filles, Natura i Itzel van néixer el 17 de febrer.

## Palmarès
- 7 Lligues espanyoles de futbol femenina: 2011–12, 2012–13, 2013–14, 2014–15, 2019-20, 2020-21, 2021-22
- 8 Copes espanyoles de futbol femenina: 2011, 2013, 2014, 2017, 2018, 2020, 2021, 2022
- 2 Supercopa d'Espanya de futbol femenina: 2020, 2022
- 1 Lliga de Campions: 2020-21
- 10 Copes Catalunya de futbol femenina: 2009, 2010, 2011, 2012, 2014, 2015, 2016, 2017, 2018, 2019